# Item (terminologia de jogos)
Nos jogos de papel e caneta e jogos de computador e videogame, um item é um objeto que faz parte do mundo do jogo e que pode ser pego por um jogador ou, ocasionalmente, por um personagem não jogável. Esses itens às vezes são chamados de pick-ups.
Os itens geralmente são benéficos para o jogador. Alguns jogos contêm itens prejudiciais, como uma armadura amaldiçoada que concedem um bônus negativo ao usuário e não pode ser retirada até que a própria maldição seja removida; os meios para fazer isso podem ser complicados ou exigir um item especial. Alguns itens também podem não ter nenhuma utilidade para o jogador. Os itens estão especialmente presentes em jogos de RPG, pois geralmente alguns itens são essenciais para a conclusão de missões ou para avançar pela história.
Às vezes, certos itens podem ser únicos e aparecer apenas uma única vez em um local específico, geralmente depois de concluir uma tarefa específica. Outros itens podem aparecer com frequência, e não dar um bônus significante sozinhos, mas sim quando muitos são coletados. Os jogos podem variar em como o jogador pode usar um item. Alguns jogos, como os das franquias de Mario e Sonic, os itens são usados automaticamente quando o personagem entra em contato com eles. Também existem jogos, como os da franquia Streets of Rage, e os primeiros jogos de Prince of Persia, onde o personagem pode passar sem pegar um item que estava no caminho, caso não precise dele ainda, e o jogador deve apertar um determinado botão para o personagem coletá-lo, mas ainda é usado imediatamente, quando o botão é pressionado. Outras vezes, alguns jogos, como em vários RPGs, um item pode ser coletado tanto automaticamente quanto manualmente, mas não será usado imediatamente. O item pode ser levado, e então usado de imediato, se desejar, ou posteriormente, quando o jogador precisar.

## Tipos
Os itens geralmente vêm em vários tipos e, na maioria dos jogos em que os itens são coletados, eles são classificados por essas diferentes categorias. Nos RPGs, um inventário de itens é um recurso básico com uma interface do usuário, onde é possível visualizar todos os itens que foram coletados até o momento. Frequentemente, eles estão separados por categorias, como "equipamento" ou "poções". Em outros gêneros de jogos, os itens são ativados no momento em que são obtidos.

### Em jogos de plataforma

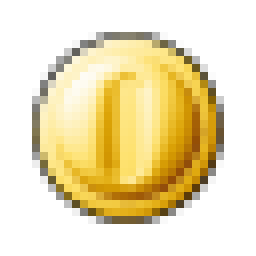
Moedas são um item colecionável comum em videogames.

Presentes em muitos jogos do tipo plataforma, como Sonic the Hedgehog e Super Mario Bros., os itens estão em caixas de itens ou soltos, espalhados pelo nível. Muitos itens de videogame são comuns em todos os jogos.
1-ups, vida extra ou continuações dão ao personagem do jogador "vidas extras" e permitem que eles continuem depois de serem mortos. vidas geralmente vêm no formato do rosto do personagem principal (ou o texto "1UP", embora isso seja menos comum em jogos modernos). Em alguns jogos, elas também podem ser obtidas em fases especiais, coletando um grande número de itens menores (por exemplo, coletar 100 anéis em um jogo do Sonic para ganhar uma vida extra.), completando os níveis em um determinado período de tempo, ou obtendo um certo número de pontos.
Os tesouros como moedas, anéis, pedras preciosas (gemas) ou joias são outros itens comuns. Estes são frequentemente usados para determinar a pontuação do jogador. Em alguns jogos, especialmente aqueles com um mapa overworld, os jogadores podem levar esses itens para uma espécie de loja e trocá-los por novas habilidades ou equipamentos. Normalmente, esses itens de tesouro são encontrados em pequenas quantidades conforme a pessoa avança pelos níveis. Porém, ao explorar, os jogadores podem encontrar áreas secretas contendo uma grande quantidade deles.
Em alguns jogos de plataforma, particularmente aqueles com barra de vida, como os jogos Kirby, são encontrados remédios, alimentos ou recipientes de energia, que recuperam a vida do personagem ou dão habilidade defensiva. Estes são normalmente muito raros, de modo a fazer com que o jogador observe sua barra de vida com cuidado. Em alguns jogos, como a série Sonic, os itens do tesouro (anéis) contam como um método de permitir aguentar receber golpes extras.
Itens de missão (também conhecidos como itens de história ou itens-chave) são necessários para completar vários jogos ou fases. Em jogos de plataforma, nem sempre tais itens são necessários, mas obtê-los pode significar um objetivo diferente para obter um final melhor. Em Sonic the Hedgehog existe um objetivo paralelo à história principal, sendo este a coleção das Esmeraldas do Caos.

### Em jogos de aventura

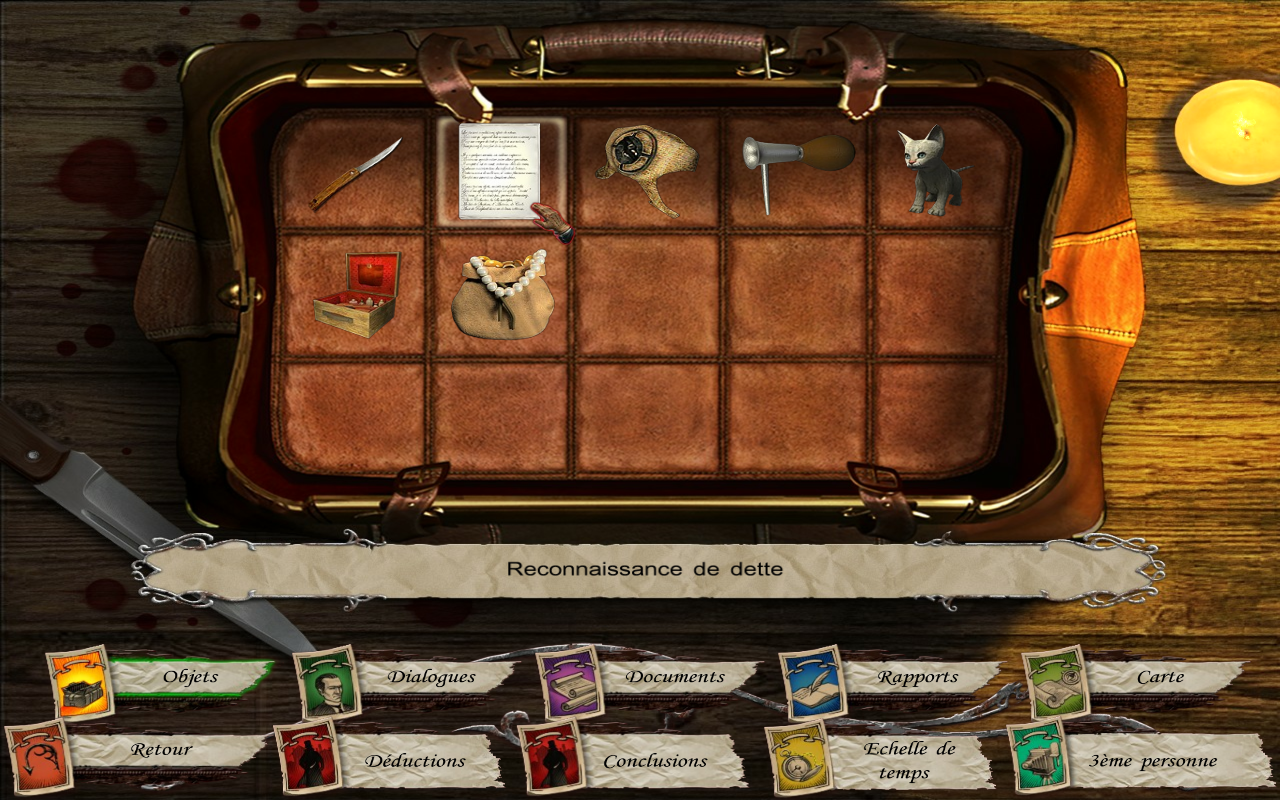
O inventário de objetos de um jogador no jogo de aventura Sherlock Holmes Versus Jack the Ripper

Frequentemente, nos jogos de aventura, existem muitas charadas que precisam ser resolvidas para que o jogador possa avançar pelas masmorras ou níveis. Normalmente, isso pode ser feito utilizando itens específicos coletados durante a exploração da caverna. Este é um elemento muito comum na série Legend of Zelda, onde itens como o hookshot são necessários para passar por certos obstáculos, ou jogos como a série Metroid, onde itens como o gravity suit e power bombs são essenciais para passar para outra área. Outros itens importantes para cruzar pelos enigmas são as bombas, que podem abrir novos caminhos, e o bumerangue, que pode pegar itens a uma grande distância. No Minecraft, os itens variam de armas a ferramentas, a diversas outras coisas, como discos de musicais ou os ovos geradores. Embora nenhum item seja necessário para a conclusão das charadas ou para obter acesso a determinadas áreas, eles são essenciais para a progressão do jogo e para derrotar os chefes.
Outro item básico necessário para progredir através das cavernas em jogos de aventura é a chave. Às vezes podem haver várias chaves dentro de uma mesma masmorra, ou apenas uma única chave mestra que é boa o suficiente para abrir todas as portas trancadas.

### Em jogos de tiro

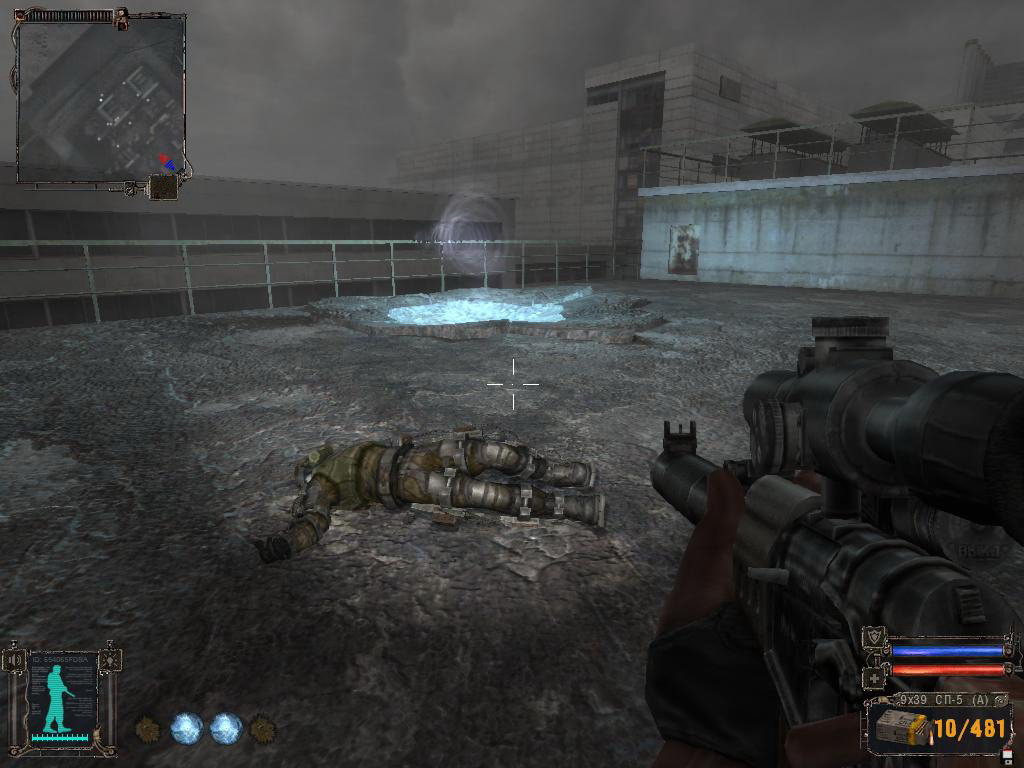
Em alguns videogames, os itens são encontrados nos corpos de inimigos mortos.

Os itens nos jogos de tiro não são tão comuns quanto em outros gêneros, porém eles ainda desempenham um papel importante na sua jogabilidade. Os itens mais comuns são o pacote de cura, com funcionamento parecido às poções nos RPGs, e o pacote de munição, uma caixa comum de munição que funcionará com qualquer arma que o personagem do jogador esteja segurando no momento. Às vezes, em jogos com uma grande variedade de armas, também haverá pacotes especiais de munição, como cartuchos de napalm ou foguetes / granadas para lançadores de foguetes e granadas, respectivamente.
Na maioria dos jogos do gênero, novas armas podem ser normalmente obtidas de soldados inimigos abatidos ou também de máquinas e robôs, dependendo do cenário ou configurações do jogo. Geralmente, armas mais poderosas (como os foguetes e os lança-chamas mencionados anteriormente) tendem a ser encontrada sem um estágio mais avançado do jogo. Em alguns jogos que mesclam gêneros, como Twisted Metal, as armas vêm na forma de powerups que possuem uma duração bem limitada.

### Em jogos de luta
Nos jogos de luta, os itens são bem raros, porém ainda aparecem em muitos títulos conhecidos. Em jogos de luta livre, coisas como cadeiras dobráveis e outros itens inócuos são usados frequentemente como armas improvisadas, geralmente com um número limitado de "usos" antes que a arma quebre. Na série Super Smash Bros., os itens possuem um papel de grande importância no combate, e a chegada repentina, mas no momento certo, de um determinado item, como a invencibilidade ou o martelo, pode mudar completamente o rumo e o resultado da luta.

### Em jogos esportivos
Os mais populares jogos esportivos geralmente apresentam seus itens de forma semelhante as figurinhas colecionáveis, com os itens compostos por jogadores, funcionários (gerentes/especialistas médicos/treinadores), itens consumíveis e estádios. Um dos jogos esportivos mais populares, o FIFA Ultimate Team avalia o desempenho de atletas reais por meio de olheiros que observam o desempenho dos atletas nas partidas e, em seguida, aplicam suas estatísticas de desempenho às fichas (no jogo) com diferentes cores e versões de fichas para exibir sua hierarquia de acordo com o nível de suas habilidades. Assim como acontece com as figurinhas colecionáveis, a raridade das fichas é baseada em quanto sucesso o atleta tem, assim como o seu nível de desempenho e forma atual.